# Plaimbois-Vennes
Plaimbois-Vennes é uma comuna francesa na região administrativa de Borgonha-Franco-Condado, no departamento de Doubs. Estende-se por uma área de 10,8 km². Em 2010 a comuna tinha 102 habitantes (densidade: 9,4 hab./km²).